# 777 (álbum)
777 es el cuarto álbum de estudio del grupo musical de reguetón colombiano Piso 21.
El álbum se caracteriza por el estilo urbano de la banda, aunque tiene una variedad de ritmos entre merengue, corrido, pop, trap, rock. Asimismo el 13 de octubre de 2022, el álbum se estrenó junto al sencillo «Felices perdidos» junto al cantante venezolano Danny Ocean.
De este álbum, se desprenden sencillos como: «Nadie la controla», «Mató mi corazón», «Equivocado» y «Los cachos». En este álbum, están incluidas las participaciones de Manuel Turizo, Ñejo, Santa Fe Klan y Carín León entre otros.

## Lista de canciones
| N.º | Título                                               | Duración |  |
| 1.  | «Los cachos» (con Manuel Turizo)                     | 3:32     |  |
| 2.  | «TDQ» (con Gigolo Y La Exce)                         | 3:29     |  |
| 3.  | «Por qué diablos»                                    | 2:45     |  |
| 4.  | «Elevarte»                                           | 2:32     |  |
| 5.  | «Qué triste» (con Carín León)                        | 3:46     |  |
| 6.  | «Los borrachos no mienten»                           | 3:09     |  |
| 7.  | «Felices perdidos» (con Danny Ocean)                 | 3:29     |  |
| 8.  | «Nadie la controla»                                  | 3:34     |  |
| 9.  | «Apaga el celular»                                   | 3:39     |  |
| 10. | «Mató mi corazón»                                    | 3:35     |  |
| 11. | «Promesas rotas» (con Totoy El Frío)                 | 3:46     |  |
| 12. | «Equivocado» (con Santa Fe Klan)                     | 4:06     |  |
| 13. | «Privilegio»                                         | 3:37     |  |
| 14. | «Salvavidas» (con Ñejo)                              | 3:22     |  |
| 15. | «777»                                                | 3:41     |  |
| 16. | «Mató mi corazón (Parte II)» (con Khea y Marc Seguí) | 3:44     |  |